# Dicrotendipes inferior
Dicrotendipes inferior är en tvåvingeart som först beskrevs av Oskar Augustus Johannsen 1932.  Dicrotendipes inferior ingår i släktet Dicrotendipes och familjen fjädermyggor. Inga underarter finns listade i Catalogue of Life.